# Romavia
Rumuńska Kompania Lotnicza „Romavia” (ru. Compania Românã de Aviatie Romavia R.A.) – nieistniejące rumuńskie linie lotnicze z siedzibą w 4. sektorze Bukaresztu. Były spółką skarbu państwa kontrolowaną przez Ministerstwo Obrony Narodowej i oferowały loty VIP-owskie, rządowe, czartery oraz loty rejsowe dla pasażerów i ładunków z portu lotniczego Bukareszt-Otopeni.

## Historia
„Romavia” została założona 3 kwietnia 1991 roku i jeszcze tego samego roku rozpoczęła pracę; kursy odbywały się na linii Bukareszt-Otopeni-Tel Awiw. W październiku 2010 roku linie zaprzestały operacji komercyjnych.

## Flota
W sierpniu 2011 roku flota Romavii składała się z pojedynczego samololtu BAe 146.
Przez lata Romavia używała następujących typów samolotów:
- Antonov An-24
- Antonov An-26
- BAe 146-200
- Boeing 707-300
- Rombac 111-560
- Ił-18

## Wypadki i incydenty
- 10 stycznia 1991 roku Boeing 707-300 (o kodzie YR-ABD) został zniszczony podczas lądowania awaryjnego na lotnisku Bukareszt-Otopeni. Samolot odbywał lot treningowy dla załogi mającej dopiero rozpocząć działanie Romavii. Podczas lądowania zahaczył lewym skrzydłem o pas, co wywołało pożar. Wśród 13 osób na pokładzie nie było ofiar[5].
- 13 grudnia 1995 roku An-24 lotu Banat Air 166 (kod: YR-AMR) wyczarterowany od Romavii rozbił się krótko po starcie z portu lotniczego Werona-Villafranca zabijając 41 pasażerów i 8 osób obsługi. Przyczyną było najprawdopodobniej przeładowanie i oraz niewłaściwe odmrażanie.